# 内山敦司
内山 敦司（うちやま あつし、あっつん）は、日本の漫画家・イラストレーター。作品に『世界か彼女か選べない』・『恋か魔法かわからない！』・『色憑くモノクローム』などがある。

## 人物
アミューズメントメディア総合学院東京・恵比寿5期卒業。

## 作品リスト

### 漫画作品
- 『青春SCRAP!』KADOKAWA〈ドラゴンコミックスエイジ〉全2巻（『月刊ドラゴンエイジ』2014年9月号[2] - 2015年5月号）、あっつん名義
  1. 2015年1月9日発売[3][4]、ISBN 978-4-04-070459-3
  2. 2015年7月9日発売[5]、ISBN 978-4-04-070634-4
- 『世界か彼女か選べない』講談社〈講談社コミックス〉全9巻（『別冊少年マガジン』2017年5月号[6] - 2020年9月号[7]）
- 『恋か魔法かわからない』講談社〈講談社コミックス〉全4巻（『週刊少年マガジン』2021年2・3合併号 - 2021年35号）
  1. 2021年3月17日発売[8][9]、ISBN 978-4-06-522627-8
  2. 2021年5月17日発売[10]、ISBN 978-4-06-523147-0
  3. 2021年7月16日発売[11]、ISBN 978-4-06-524014-4
  4. 2021年9月16日発売[12]、ISBN 978-4-06-524828-7
- 『ウソコク』ナンバーナイン、2022年1月28日発売、全1巻
- 『のーぱんりみてっど』ナンバーナイン、2022年1月28日発売、全1巻
- 『かくれんぼ』ナンバーナイン、2022年1月28日発売、全1巻
- 『さっさと付き合えじれったい！』ナンバーナイン、2022年5月20日発売、全1巻
- 壊れた僕らの戦略恋愛（『マガポケ』2022年7月21日[13]）
- 『私の守護者はR18』ナンバーナイン、2022年9月30日発売、全1巻
- 『色憑くモノクローム』講談社〈講談社コミックス〉全5巻（『週刊少年マガジン』2024年38号[14] - 2025年28号）
  1. 2024年10月17日発売[15][16]、ISBN 978-4-06-537128-2
  2. 2024年12月17日発売[17]、ISBN 978-4-06-537777-2
  3. 2025年3月17日発売[18]、ISBN 978-4-06-538713-9
  4. 2025年5月16日発売[19]、ISBN 978-4-06-539355-0
  5. 2025年8月12日発売[20]、ISBN 978-4-06-540373-0

### 画集
- 『セカカノらくがき本』ナンバーナイン、2022年1月28日発売
- 『こいまほとせかかの』ナンバーナイン、2022年3月25日発売